# Ken Curtis
Ken Curtis est un chanteur, acteur et producteur américain né le 2 juillet 1916 à Lamar, Colorado (États-Unis), mort le 28 avril 1991 à Fresno (Californie). Il est connu pour son rôle de Festus Haggen dans la série télévisée Gunsmoke.

## Biographie
Il était le gendre de John Ford, par le second mariage de sa fille Barbara en 1952. John Ford l'avait engagé comme chanteur et acteur pour le film Rio grande en 1950.

## Filmographie

### comme acteur
- 1945 : Rhythm Round-Up : Jimmy Benson
- 1945 : Song of the Prairie : Dan Tyler
- 1945 : Out of the Depths : Buck Clayton
- 1946 : Throw a Saddle on a Star : Curt Walker
- 1946 : That Texas Jamboree : Curt Chambers
- 1946 : Cowboy Blues : Curt Durant
- 1946 : Singing on the Trail : Curt Stanton
- 1946 : Lone Star Moonlight : Curt Norton
- 1947 : Over the Santa Fe Trail : Curt Mason
- 1949 : Riders of the Pony Express : Tom Blake
- 1949 : Stallion Canyon : Curt Benson
- 1949 : Call of the Forest (en) : Bob Brand
- 1950 : Rio Grande : Donnelly (regimental singer)
- 1951 : Zorro le diable noir : Lee Hadley / Don Daredevil
- 1951 : Fighting Coast Guard
- 1952 : L'Homme tranquille (The Quiet Man) : Dermot Fahy
- 1955 : Ce n'est qu'un au revoir (The Long Gray Line) : Specialty
- 1955 : Permission jusqu'à l'aube (Mister Roberts) : Yeoman 3rd Class Dolan
- 1956 : La Prisonnière du désert (The Searchers) : Charlie McCorry
- 1957 : 5 Steps to Danger : FBI Agent Jim Anderson
- 1957 : L'aigle vole au soleil (The Wings of Eagles) : John Dale Price
- 1957 : Spring Reunion (en) de Robert Pirosh : Al
- 1958 : The Missouri Traveler : Fred Mueller
- 1958 : La Dernière Fanfare (The Last Hurrah) de John Ford : Monsignor Killian
- 1958 : Escorte pour l'Oregon (Escort West) : Burch
- 1959 : The Young Land : Lee Hearn
- 1959 : Les Cavaliers (The Horse Soldiers) : Cpl. Wilkie
- 1959 : The Killer Shrews : Jerry Farrell
- 1960 : My Dog, Buddy : Dr Lusk
- 1960 : Les Pillards de la forêt (Freckles) d'Andrew McLaglen : Wessner
- 1960 : Alamo (The Alamo) de John Wayne : Capt. Almeron Dickinson
- 1961 : Les Deux Cavaliers (Two Rode Together) : Greeley Clegg
- 1962 : La Conquête de l'Ouest (How the West Was Won) : Cpl. Ben
- 1962 : Les Hommes volants ("Ripcord") (série TV) : Jim Buckley (1962)
- 1964 : Les Cheyennes (Cheyenne Autumn) : Joe
- 1973 : Robin des Bois (Robin Hood) : Nutsy (voix)
- 1976 : Pony Express Rider (en) : Jed Richardson
- 1978 : Once Upon a Starry Night (TV)
- 1978 : Black Beauty (feuilleton TV) : Howard Jakes
- 1981 : California Gold Rush (TV) : Kentucke
- 1981 : Legend of the Wild
- 1983 : Lost
- 1983 : The Yellow Rose (en) (série TV) : Hoyt Coryell
- 1985 : All American Cowboy (TV)
- 1988 : Le Dernier Western (Once Upon a Texas Train) (TV) : Kelly Sutton
- 1991 : Conagher (TV) : Seaborn Tay, Cattle Rancher

### comme producteur
- 1959 : The Killer Shrews
- 1959 : The Giant Gila Monster
- 1960 : My Dog, Buddy
- 1970 :  La Croix et le Poignard, (The Cross and the Switchblade)
- 1984 : John Wycliffe: The Morning Star